# Sven Olofson
Sven Olofson, egentligen Hars Sven Ingvar Olofsson, född 19 juli 1929 i Malung, död 17 november 2014 i Stockholm, var en svensk entreprenör, tidigare professionell musiker och en av förgrundsfigurerna inom svensk Hi-fi.
Han föddes till bokhållare Hars Olof Laurentius Persson och yrkeslärarinna, sömmerska Nissjers Märta Karolina Larsson i Malung 1929 (namnen Hars och Nissjers är gårdsnamn).
Ursprungligen en ingenjör, arbetade Olofson som professionell musiker och kapellmästare i flera år innan han startade ett Hi-Fi-företag på 1960-talet. Han startade Svenska High Fidelity Institutet 1962. Han skrev två böcker om ljudteknik och stereoutrustning: Så fungerar stereoanläggningen 1970 och Hitta rätt i stereodjungeln 1971. Olofson var gift flera gånger och hade flera barn. En av hans barn är dirigent och sångare Pelle Olofson.
Sven Olofson är begravd i Kungsholms Kyrkogårds minneslund.

### Fotnoter
1. ↑   Sveriges dödbok 1860-2016 Swedish death index 1860-2016. (Version 7.0 förhandsutgåva). Sveriges släktforskarförbund. 2017. ISBN 9789188341150. OCLC 1027084172. https://www.worldcat.org/oclc/1027084172. Läst 27 juli 2018.  ”Hars Sven Ingvar Olofsson”
2. 1 2  Olofson, Sven (1970). Så fungerar stereoanläggningen. Täby: Larson
3. ↑  ”Nissjers Märta Persson (Larsson)”. Geni Family tree. https://www.geni.com/people/Nissjers-M%C3%A4rta-Persson-Larsson/6000000066844133840. Läst 28 juli 2018.
4. 1 2   Sveriges befolkning 1970 : med persondata om invånarna i Sverige 1970, drygt 8 miljoner människor ([Elektronische Ressource], Version 1.00). c 2002. ISBN 9187676311. OCLC 254693847. https://www.worldcat.org/oclc/254693847. Läst 27 juli 2018.  ”Hars Sven Ingvar Olofsson”
5. 1 2  Sjögren, Josef (1957). Frögeliusättlingar : komministern Lars Frögelius i Malung, hans barn och efterkommande fram till nionde generationen. Malung. sid. 161
6. ↑   Sveriges befolkning 1990. Svensk arkivinformation (SVAR), Riksarkivet. 2011. ISBN 9789188366917. OCLC 755981112. https://www.worldcat.org/oclc/755981112. Läst 27 juli 2018
7. ↑  ”Gravar.se”. gravar.se. http://gravar.se/en/forsamling/vastermalms-fors-kungsholms-kyrkogard/minneslund/0/ml/page/48/hars-sven-ingvar-olofsson. Läst 27 juli 2018.  ”Hars Sven Ingvar Olofsson”